# Odio il Natale
Odio il Natale è una serie televisiva italiana distribuita da Netflix il 7 dicembre 2022 (st.1) e il 7 dicembre 2023 (st.2) e ambientata a Chioggia; è un adattamento della serie Netflix norvegese Natale con uno sconosciuto.
La serie è stata diretta dai CRIC (Davide Mardegan e Clemente De Muro) nella prima stagione e da Laura Chiossone nella seconda stagione.

## Trama
Gianna ha 30 anni, fa l'infermiera ed è realizzata nel lavoro ma non nella vita sentimentale. Infatti, da quando l'ex fidanzato Francesco l'ha lasciata 3 anni prima, non ha più avuto una relazione. In famiglia tutti continuano a ricordarglielo e così, esasperata, Gianna dice loro una piccola, grande bugia: ha il fidanzato e lo presenterà alla cena di Natale. Gianna si trova così costretta a cercare di trovare un fidanzato entro 24 giorni, ma l'impresa non sarà affatto facile: intraprende infatti una frequentazione con Mario, pescivendolo un po' mammone; con Carlo, ricco imprenditore sulla sedia a rotelle a causa di un incidente in autostrada; e infine, grazie all'amica Titti che la iscrive a Tinder, con Davide, un ragazzo diciannovenne ancora liceale. Tutte e tre le frequentazioni però finiscono male e Gianna si ritrova a dover fare i conti con quella bugia che ingigantendosi piano piano ha finito per travolgerla.

## Personaggi e interpreti

### Personaggi principali
- Gianna, interpretata da Pilar Fogliati. Infermiera sempre attenta e premurosa con i pazienti, ha 30 anni e sente il peso di non avere una relazione stabile. Il suo film preferito è Love Actually. Si fidanza con Umberto, salvo poi tradirlo con Babbo Natale 23 giorni prima della Vigilia di Natale. Capisce di amare Filippo alla fine della II stagione. (st.1-2)
- Titti, interpretata da Beatrice Arnera. È la migliore amica di Gianna, con cui divide casa. Avvocata, crede che l'amica abbia bisogno di storie senza impegno e per questo la iscrive su Tinder. Ha una storia con un ex pretendente di Gianna, Mario. Faceva parte di un coro ai tempi del liceo. (st.1-2)
- Margherita, interpretata da Fiorenza Pieri. È la sorella di Gianna. Da piccola si è dovuta far carico della famiglia quando la madre ha deciso di andarsene di casa. Da allora ha un ossessivo bisogno di controllo: madre e moglie nevrotica, ha un marito assente che poi tradisce. Nella II stagione si decide a chiedere il divorzio.(st.1-2)
- Pietro, interpretato da Massimo Rigo. È il padre di Gianna. Uomo riservato e affettuoso, a detta della moglie è stato vittima di una madre narcisista e oppressiva. È proprietario di una drogheria. Viene scoperto con l'amante da Gianna. Nella II stagione lascia temporaneamente la moglie e ha un infarto. (st.1-2)
- Marta, interpretata da Sabrina Paravicini. È la madre di Gianna. Laureata in psicologia, se n'è andata di casa quando i figli erano piccoli. Anche lei ha una relazione extraconiugale, con un uomo conosciuto ad un corso di pilates. Nella II stagione va a vivere nella barca prestatale da un'amica conosciuta a pilates. Alla fine torna col marito e insieme iniziano la terapia di coppia. (st.1-2)
- Paola, interpretata da Simonetta Solder. È la caposala dell'ospedale in cui lavora Gianna. Mostra un certo interesse per Pietro durante il suo ricovero, anche se poi verrà lasciata. Si scopre il suo nome solo nella II stagione. (st.1-2)
- Umberto, interpretato da Glen Blackhall. È un medico innamorato di Gianna, i due si mettono insieme durante il salto temporale tra la prima e la seconda stagione, tuttavia la loro relazione finisce un anno dopo a causa di un errore di Gianna. (st.1-2)
- Diego, interpretato da Alan Cappelli Goetz. È un addetto alle pulizie dell'ospedale. Gianna spesso lo saluta senza venire ricambiata: si chiariscono ad una festa dei dipendenti dell'ospedale dove si scopre che è sordo. È l'autore degli origami che Gianna e Caterina trovano spesso in giro. (st.1)
- Mario, interpretato da Alessio Praticò. È il fidanzato di Titti: lavora al mercato del pesce. Ha il complesso di Edipo. Inizialmente frequenta Gianna. Interrompono la loro frequentazione dopo una disastrosa uscita alle giostrine. Incontra Titti, con cui inizia una relazione. I due si lasceranno a causa di visioni diverse sul futuro (st.1)
- Caterina, interpretata da Cecilia Bertozzi. È l'altra amica stretta di Gianna: vergine a 30 anni, è alla ricerca del vero amore.  All'inizio prova attrazione per il barman con cui lavora: scoperti Margherita e il collega a letto, accende una candela votiva nel negozio del padre di Gianna causando un incendio. Si trasferisce a Milano con Diego con il quale ha un figlio. (st.1)

### Personaggi secondari
- Matilde Castoldi, interpretata da Marzia Ubaldi. È l'anziana paziente dell'ospedale con cui Gianna si confida. Nonostante sia affetta da broncopneumopatia cronica ostruttiva fuma. Ha avuto una vita intensa e lontana dalle convenzioni del suo tempo: ha avuto 4 mariti, l'ultimo dei quali tradito con un autista conosciuto all'ambasciata italiana di Beirut. Partecipa alla cena della Vigilia di Gianna e della sua famiglia. (st.1)
- Davide, interpretato da Nicolas Maupas. Interesse amoroso di Gianna nella prima stagione, la lascia a causa della notevole differenza di età, nonostante poi le mandi un Babbo Natale con dei cartelli per lei come in Love Actually. I suoi genitori organizzano matrimoni in Italia per coppie statunitensi. Nella II stagione assisterà un amico dopo un incidente nell'ospedale dove lavora Gianna. Lavora a Bali in una ONG il cui obbiettivo è assicurare un'istruzione ai bambini del posto. (st.1-2)
- Carlo, interpretato da Marco Rossetti. Anche lui interesse amoroso di Gianna: paraplegico dopo un incidente in moto, decide di non porsi più limiti. Cerca di far superare a Gianna la sua aerofobia, nonostante le sue resistenze: per questo Gianna andrà via senza dargli una spiegazione. Per farsi perdonare le manderà un centinaio di rose rosse in ospedale. È proprietario di un vigneto. (st.1, guest st.2).
- Thomas, interpretato da Marcos Vinicius Piacentini. Barista che lavora nel bar di Caterina e suo interesse amoroso, con lui Margherita tradisce suo marito Guido (st.1)
- Patrizio, interpretato da Gabriele Falsetta. Sviluppa un'endocardite infettiva a causa della sua tossicodipendenza. Nutre rancore contro la fidanzata Irene, che lo vorrebbe lontano dalle droghe: alla fine della prima stagione deciderà di andare in comunità. Si chiama così perché il film preferito della madre è Ghost - Fantasma. (st.1)
- Nicola, interpretato da Giovanni Anzaldo. Professore di italiano per studenti stranieri, presta la sua giacca a Gianna. Dopo un aperitivo al bar di Caterina e un appuntamento al cinema disastroso, scompare di scena.

- Lisa, interpretata da Giorgia Boscolo Todaro. È la figlia di Margherita. (st.1-2)
- Giacomo, interpretato da Riccardo Boscolo Todaro. È il figlio di Margherita. (st.1-2)
- Giulio, interpretato da Federico Calistri. Fratello di Gianna e Margherita. Consapevole della crisi dei suoi genitori, è sposato con Silvia. Ha due gemelli nella I stagione, mentre all'inizio della II scopre che diverrà padre di altri due gemelli. (st.1-2)

- Francesco, interpretato da Raniero Monaco di Lapio. Nonostante l'abbia lasciata, ogni anno fa un regalo ai genitori di Gianna per Natale. Aiuta a fare il presepe l'ex suocero. Lavora come cameriere ed ha un figlio di nome Pietro. (st.1)
- Dante Crisanti, interpretato da Andrea Di Stefano. Ex assessore alla sanità, conosce Gianna durante un ricovero. È vedovo da dieci anni. È stato collega universitario della madre di Gianna.
- Genny, interpretato da Raffele Esposito.
- Gabriella, interpretata da Gabriella D'Este.
- Guido, interpretato da Luigi Gallo. È il marito di Margherita. (st.2)
- Silvia, interpretata da Giulia Gonella. È la moglie di Giulio. (st.1-2)
- Nina, interpretata da Astrid Meloni. Infermiera e collega di Gianna (st.1)
- Filippo, interpretato da Pierpaolo Spollon. Nuovo vicino di casa di Gianna che lo crede pedofilo. Vedovo e con una figlia di nome Monica, rileva un bar di cui Gianna e Margherita sono le prime clienti. Da piccolo veniva chiamato Pippo. Partecipa con modesto successo alla serata Tinder del suo locale. È innamorato di Gianna. (st.2)
- Monica, interpretata da Chiara Bono. Figlia di Filippo. Ama shockare le persone dicendo della madre morta di parto. Suona il corno francese. Titty la difende da due bulle. (st.2)
- Stella, interpretata da Jenny De Nucci. Nuova paziente dell'ospedale, ha subito l'amputazione della gamba destra per un osteosarcoma. Gentile e comprensiva, si affeziona a Gianna che scherzosamente la chiama Pollyanna. Rischia l'amputazione dell'altra gamba per una massa sospetta.   (st.2)
- Elio, interpretato da Fortunato Cerlino. Professore universitario in pensione affetto da Alzheimer. Non ricorda molto dei libri scritti, ma tutto del suo primo amore Rosa, dalla quale torna seguendo la memoria del cuore. (st.2)
- Alessandro, interpretato da Matteo Martari. Primo amore liceale di Titti e oggi famoso avvocato trasferitosi da poco a Chioggia, lui e Titti inizieranno di nuovo a frequentarsi, tuttavia la ragazza lo lascia quando capisce che lui non la ama per quello che è realmente (st.2)
- Babbo Natale, interpretato da Leonardo Pazzagli (st.2)
- Terapeuta di coppia, interpretata da Debora Villa. È la terapista cui si rivolgono Margherita e Guido, che ha proposto alla moglie la terapia di coppia come ultima chance prima del divorzio breve. (st.1)
- Bruno, interpretato da Lodovico Guenzi. È il veterinario che Gianna conosce alla serata Tinder di Filippo. Il suo film preferito è Star Wars.

## Episodi
| Stagione         | Episodi | Pubblicazione Italia |
| ---------------- | ------- | -------------------- |
| Prima stagione   | 6       | 2022                 |
| Seconda stagione | 6       | 2023                 |

## Produzione
La prima stagione della serie, composta da 6 episodi lunghi 30 minuti ciascuno come nell'originale norvegese, viene distribuita sulla piattaforma Netflix a partire dal 7 dicembre 2022.

### Riprese
Le riprese, che erano partite nel dicembre del 2021, si sono svolte principalmente tra Venezia e Chioggia ma nella serie compare anche il castello di San Salvatore di Susegana.

### Colonna sonora
La colonna sonora è stata composta da Michele Braga e Emanuele Bossi e vede la collaborazione di Marco Guazzone per la scrittura e l'interpretazione della canzone principale dal titolo "I Hate Xmas". 